# Abu Sa'id

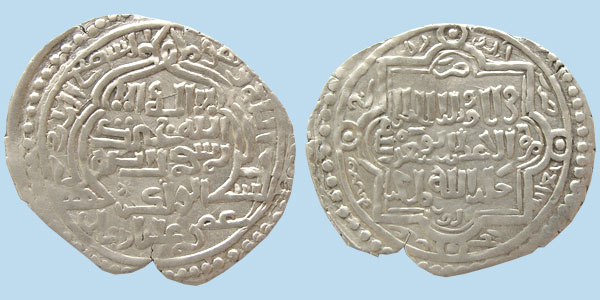
Zilveren dirham geslagen onder Abu Sa'id in 1320

Abu Sa'id (2 juni 1305 - 1 december 1335), die ook wel Abusaid Bahador Khan of Abu Sayed Behauder genoemd wordt, was de negende heerser van het Ilkanaat in Iran (1316-1335). Hij volgde zijn vader Uljeitu op toen hij nog maar een jongen was; de werkelijke macht lag in de handen van de veldheer Chupan, die met een dochter van Uljeitu getrouwd was, en dus in feite een veel oudere zwager was van de koning.
Abu Sa'id werd verliefd op Bagdad Katun, een dochter van Chupan, die getrouwd was met Hasan Buzurg; Hasan zou later, na een campagne met wisselende successen tegen de nakomelingen van Chupan, de Jalayiridendynastie stichten, die heerste over het centrale deel van het Ilkanidenrijk. De koning dwong Hasan te scheiden van Bagdag Katun en trouwde met haar, waarna ze zich flink met staatszaken ging bemoeien.
Koning Abu Sa'id overleed echter zonder erfgenaam of duidelijke opvolger; de desintegratie van het Ilkanaat zette in. De macht werd aanvankelijk overgenomen door een nakomeling van Ariq Boke, Arpa Ke'un, die Bagdad Katun beschuldigde van moord op haar man. Zij werd geëxecuteerd in 1336. Arpa werd korte tijd later gedood na een aanval van de gouverneur van Baghdad, Ali Padsah.